# Barra de Parismina Airport
Barra de Parismina Airport är en flygplats i Costa Rica.   Den ligger i provinsen Limón, i den östra delen av landet, 90 km nordost om huvudstaden San José. Barra de Parismina Airport ligger 1 meter över havet.
Terrängen runt Barra de Parismina Airport är mycket platt. Havet är nära Barra de Parismina Airport åt nordost.